# برستون كامبل
برستون كامبل (بالإنجليزية: Preston Campbell)‏ هو لاعب دوري الرغبي أسترالي، ولد في 7 يونيو 1977 في إينفيريل في أستراليا.